# ليندا ووماك
ليندا ووماك (بالإنجليزية: Linda Womack)‏ هي مغنية أمريكية، ولدت في 25 أبريل 1953 في شيكاغو في الولايات المتحدة.

## وصلات خارجية
- ليندا ووماك على موقع ميوزك برينز (الإنجليزية)
- ليندا ووماك على موقع ديسكوغز (الإنجليزية)
- ليندا ووماك على موقع ديسكوغز (الإنجليزية)
- ليندا ووماك على موقع ديسكوغز (الإنجليزية)
- ليندا ووماك على موقع ديسكوغز (الإنجليزية)